# 하동읍
하동읍(河東邑)은 경상남도 하동군의 행정, 산업, 교통의 중심지로 섬진강 하구로부터 약 30km 상류 동안에 위치한 하항이다. 전라선이 개통되기 전까지는 전주, 김천과 더불어 남부 3대 시장의 하나로 섬진강을 통하여 경상남도 서부와 전라남도 일부의 해산물과 임산물이 집산되는 곳으로 널리 이름이 알려져 있다. 지금은 경상남도 서부의 관문으로 채소, 담배, 임산물들의 생산량이 많고 지리산의 길목에 위치한 곳으로 변하였다.

## 연혁
- 선사시대 - 하동초등학교 뒷산에서 발굴된 돌칼. 돌화살과 목도리 조개무덤에서 출토된 유물 등으로 보아 청동기시대에 정착생활 시작
- 삼한시대 - 변한 낙노국 진촌
- 신라시대 - 687년 신문왕 7년, 진촌에서 진답향으로 개칭
- 고려시대 - 1018년 현종 9년 진답향은 하동군의 속현으로 진주목에 예속
- 조선시대 - 1703년 숙종 29년 진답리를 진답면으로 개칭
- 구한말 - 1906년 9월 1일 진답면을 덕양면으로 개칭
- 일제시대 - 1914년 4월 1일 덕양면을 하동면으로 개칭
- 1938년 10월 1일 하동읍으로 승격

## 법정리
- 읍내리(邑內里)
- 광평리(廣坪里)
- 비파리(琵琶里)
- 신기리(新基里)
- 목도리(牧島里)
- 흥룡리(興龍里)
- 화심리(花心里)
- 두곡리(豆谷里)

## 교육
- 하동초등학교
- 하동중학교
- 하동중앙중학교
- 하동고등학교
- 하동여자고등학교

## 특산물
- 하동매실
- 매실장아찌
- 하동재첩
- 솔입한우
- 하동배
- 하동녹차